# セピア
セピア (sepia) とは茶色系の色。セフィアとも。
名前はイカ墨に由来する（ギリシア、スペインやイタリアなど一部の国ではコウイカそのものをも指す）。
耐光性・耐水性のあるイカ墨を原料としたインクが漬けペン用として長く使われており、その色味についてセピア色と呼ばれていた。その後、イカ墨インクは粒子の粗さゆえに万年筆を詰まらせることもあり、消えていったが、初期の白黒写真の経年劣化が鶏卵紙由来の黄ばみと画像の退色が進むもので、その色味がセピア色であった。それゆえ、古写真由来の懐古的なことを示すイメージ色としてセピア色が定着した。

## 概要
古代ギリシャ語のσηπία（sēpia、コウイカの意）が語源。地中海沿岸地方では古代よりイカが食材にされるとともに、イカの墨がインクとして使用されていた。イカ墨には悪臭があって色あせしやすいため、インクとしてはその後に一旦使用されなくなるが、近世にはイカ墨をアルカリで溶かしたあと、塩酸で沈殿させ、それを乾かして茶色の顔料として使うようになった。これが西洋全般に広まるようになる。それとともに、"sepia"という単語はイカ墨やその顔料、そしてその色をも意味するようになる。
19世紀末になり、セピアのインクが新聞や雑誌の印刷に使われるようになるとこの色が人気になり、この黒っぽい茶色のモノクロ写真（セピア調の写真という）も現像されるようになる。
イカ墨の色素の主成分はメラニンである。しかし、現在で市販されている絵具などの顔料として用いられるものは、酸化鉄や酸化マンガンを含む顔料などから作られたものである。

## JISによる色の定義
日本工業規格には、JIS慣用色名として右図のように色が定義されている。JIS系統色名では「暗い灰みの茶」。